# Faichuk Islands

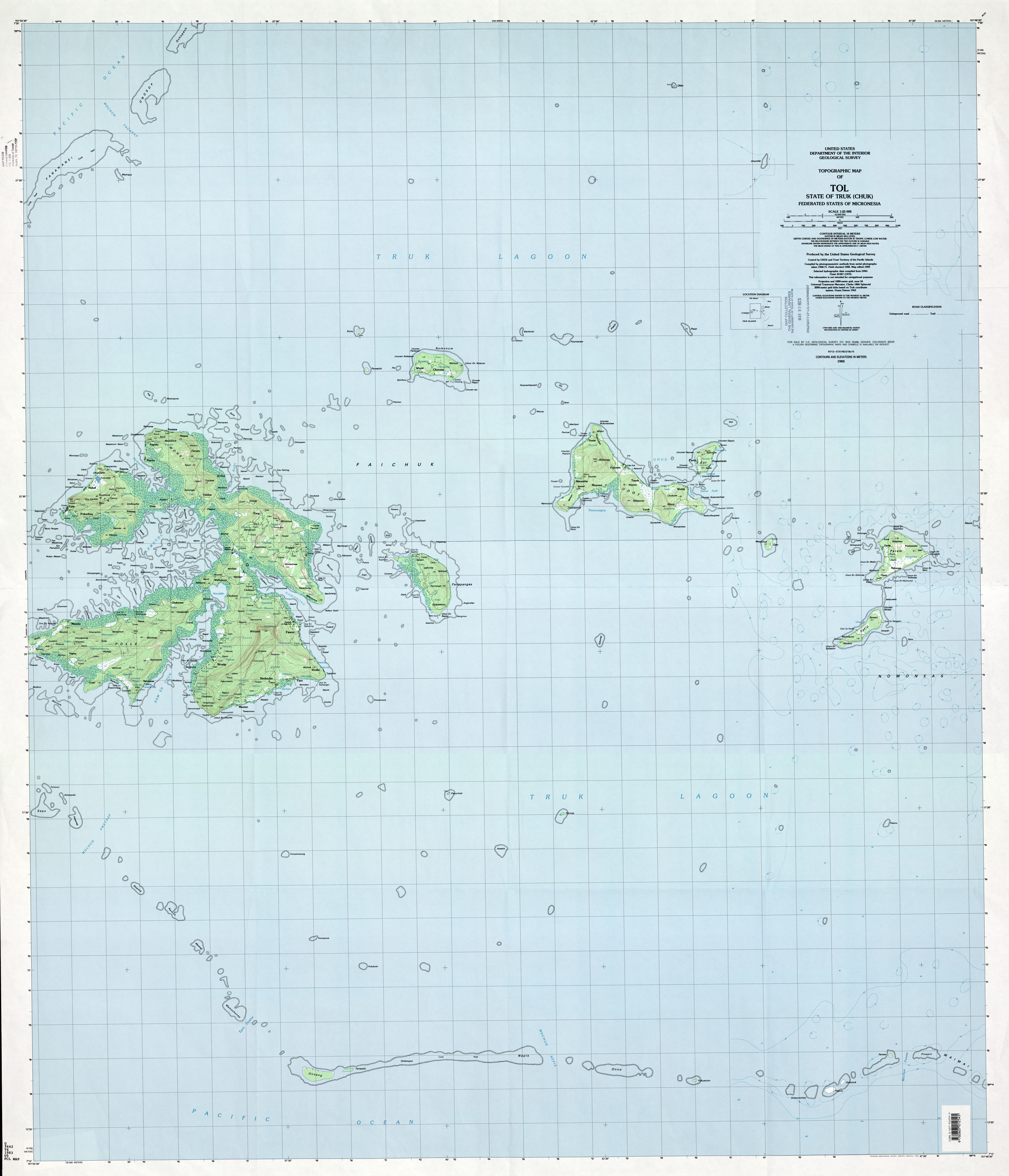
Topographisches Kartenblatt 1:25.000 mit den Faichuk Islands

Die Faichuk Islands sind eine Inselgruppe in südwestlichen Teil des Chuuk-Atolls, Föderierte Staaten von Mikronesien.
Hauptinsel ist Tol. Weiterhin gehören zur Inselgruppe die bewohnten Inseln Wonei, Polle und Paata in unmittelbarer Nachbarschaft von Tol, sowie die weiter östlich gelegenen Inseln Eot, Romonum, Fanapanges und Udot.
Daneben zählen einige kleine, unbewohnte Eilande zur Inselgruppe, nämlich Kunu und Fanesich westlich von Romonum, Fanurmot und Fourup südlich von Fanapanges, Onamue westlich von Polle sowie die kleine Sandinsel Pisan nördlich von Udot. Aus dem weitläufigen Mangrovengebiet zwischen den Hauptinseln Wonei und Paata erheben sich die kleinen Inseln Onas und Anakun, die nur durch schmale Bootskanäle zugänglich sind, die durch das Mangrovendickicht angelegt wurden.
Die Inseln im Überblick:
| Insel           | Fläche (km²) | Höhe m | Bevölkerung 2010 |
| --------------- | ------------ | ------ | ---------------- |
| Tol             | 10,32        | 443    | 4579             |
| Wonei           | 10,05        | 180    | 638              |
| Polle           | 9,38         | 186    | 1498             |
| Udot            | 4,93         | 241    | 1680             |
| Paata           | 4,41         | 185    | 1107             |
| Fanapanges      | 1,57         | 124    | 672              |
| Romonum         | 0,75         | 55     | 865              |
| Eot             | 0,49         | 62     | 266              |
| Kunu            | 0,012        | 2      | 0                |
| Fanesich        | 0,006        | ...    | 0                |
| Fanurmot        | 0,016        | 2      | 0                |
| Fourup          | 0,012        | ...    | 0                |
| Onamue          | 0,051        | 3      | 0                |
| Onas            | 0,015        | 13     | 0                |
| Anakun          | 0,024        | 19     | 0                |
| Pisan           | 0,0002       | 1      | 0                |
| Faichuk Islands | 42,04        | 443    | 11.305           |